# District de Crest
Le district de Crest est une ancienne division territoriale française du département de la Drôme de 1790 à 1795.
Il était composé des cantons de Crest, Allex, Aoste, Bourdeaux, Loriol, Plandebaix, Puy Saint Martin et Saillans.